# Guarigione del nato cieco
L'opera ritraente l'episodio biblico della Guarigione del nato cieco è stata realizzata da Dominikos Theotokopoulos detto El Greco, come riporta la firma in basso a destra. Si tratta di un dipinto ad olio su tela (cm 50 x 61) eseguito attorno al 1573 e conservato presso la Galleria nazionale di Parma.

## Descrizione
La scena centrale del dipinto descrive il momento nel quale Gesù, in primo piano, apre gli occhi ad un cieco. L'episodio è descritto nel Vangelo secondo Giovanni (9,1-41). Nel piccolo dipinto lo spazio è ampliato a dismisura grazie ad un pavimento quadrettato, che conduce lo sguardo lontano nella fuga prospettica del porticato di un tempio e nello scorcio di due edifici rinascimentali, che proseguono nei ruderi con arcate a cannocchiale. Il cielo nuvoloso grava a pochi palmi dalle figure sulla piazza, che rese a tocchi rapidi di pennello, animano la scena .
Alcuni dei personaggi ritratti nel quadro, sono stati identificati da alcuni studiosi come di membri della famiglia Farnese. Gli stessi ritratti non si ritrovano sulle altre due versioni di questo stesso soggetto che El Greco dipinse (una conservata oggi nella Gemäldegalerie di Dresda, risalente al primo soggiorno veneziano, e l'altra al Metropolitan Museum of Art di New York, considerata appartenere all'epoca dell'arrivo in Spagna).
Il soggetto del dipinto è perfettamente consono ad una committenza cardinalizia: la parabola di in un'epoca di profonda crisi religiosa e di vera e propria spaccatura dell'Europa cristiana, ormai divisa tra cattolici e protestanti, una chiara allegoria del ruolo della Chiesa di Roma che, come Cristo, sola può aprire gli occhi alla vera fede.

## Storia
L'opera è documentata fin dal Seicento nelle collezioni del Palazzo Farnese di Roma, come dimostra il sigillo con un giglio che appare sul retro della tela. L'opera è stata molto probabilmente commissionata direttamente all'artista cretese dal cardinale Alessandro: il pittore era infatti giunto a Roma da Venezia nel 1570 ed era stato raccomandato all'alto prelato dal miniatore Giulio Clovio, a quel tempo al servizio dei Farnese, ed aveva subito trovato un grande estimatore nel colto bibliotecario del cardinale, l'eruditissimo Fulvio Orsini. Un secondo motivo per il quale gli studiosi pensano che l'opera venne realizzata per diretta committenza Farnese è il fatto che nell'opera si riconoscono alcuni ritratti. Nel gruppo assiepato a sinistra, infatti, si può forse vedere il giovane principe Alessandro e in mezzo allo schieramento il cardinal Ranuccio Farnese, ritratto post mortem.
Le peculiarità stilistiche della tela, hanno permesso agli studiosi di collocare l'opera subito dopo il soggiorno romano, 1573 a Venezia, dove si ritiene che l'artista fosse tornato prima di trasferirsi in Spagna nel 1576.
L'opera venne spedita a Parma nel 1662 per essere esposta nel Palazzo del Giardino, anch'esso di proprietà Farnese e venne, in quell'occasione, attribuita a Tintoretto. L'opera, infine, venne poi veduta alla Galleria nazionale nel 1862.